# Lista de campeões de pesos-leves da WWE

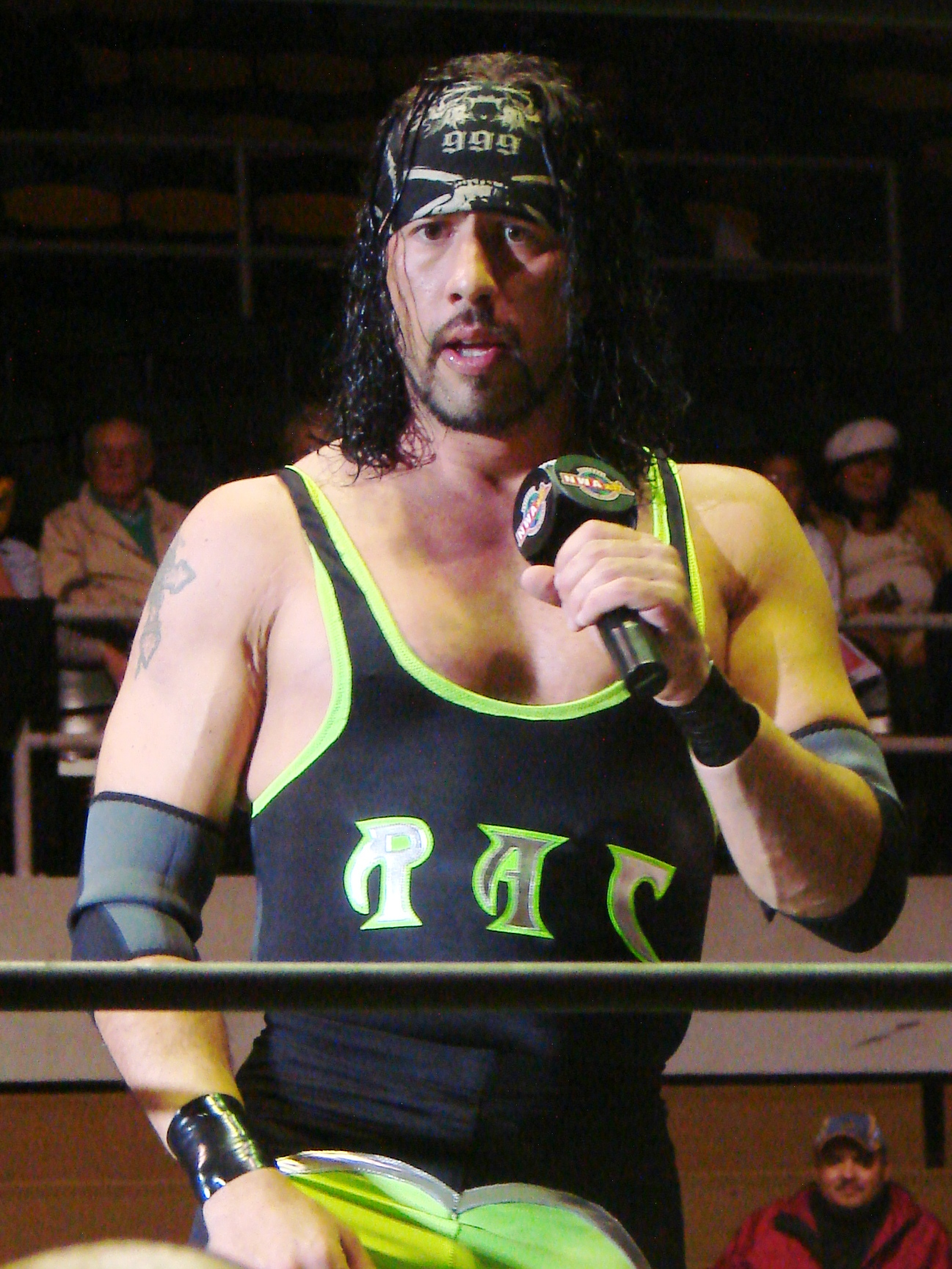
X-Pac foi o último Campeão dos Pesos-Leves.

O WWF Light Heavyweight Championship foi um título de wrestling profissional disputado na World Wrestling Federation (WWF). Apenas lutadores que pesavam menos de 220 lb (99,8 kg) poderiam lutar por ele. De 1981 até 1995, a WWF era parceira da Universal Wrestling Association (UWA), uma promoção mexicana, que criou o Light Heavyweight Championship. Com o fim da UWA em 1995, a WWF transferiu o título para a promoção japonesa New Japan Pro Wrestling (NJPW); no entanto, a parceria entre a WWF e a NJPW acabou em 1997. Como resultado, a WWF tomou posse do título. World Championship Wrestling (WCW) foi comprada pela WWF em março de 2001, adquirindo, também, o direito dos títulos. Em dezembro de 2001, o Light Heavyweight Championship foi substituído pelo WWE Cruiserweight Championship.
O título foi disputado no México, no Japão e em 11 estados dos Estados Unidos. O primeiro campeão reconhecido pela UWA foi Perro Aguayo, que ganhou o título na final de um torneio em março de 1981. Shinjiro Otani foi o último campeão reconhecido pela UWA. Mesmo com o reinado não reconhecido pela WWF, Ultimo Dragon é o único lutador a ter mantido um título da WWF e um da WCW ao mesmo tempo antes da WWF comprar a WCW. O primeiro campeão reconhecido pela WWF foi Taka Michinoku, que ganhou o título na final de um torneio em dezembro de 1997. Após ganhar o título em agosto de 2001, X-Pac se tornou o último campeão antes da substituição do título pelo Cruiserweight Championship. Aguayo e Villano III tiveram o maior número de reinados, sete. Com 826 dias, o reinado de Villano III de 1984 até 1986 foi o mais longo. Com oito dias, Aguayo teve o reinado mais curto. No total, houve 45 reinados.

## História

### Reconhecidos pela UWA/NJPW
| #  | Lutador          | Reinado # | Data                   | Dias com o título | Local                    | Evento          | Notas                                                                                          |
| -- | ---------------- | --------- | ---------------------- | ----------------- | ------------------------ | --------------- | ---------------------------------------------------------------------------------------------- |
| 1  | Perro Aguayo     | 1         | 26 de março de 1981    | 183               | Shimizu, Japão           | Evento ao vivo  | Aguayo derrotou Gran Hamada na final de um torneio.                                            |
| 2  | Fishman          | 1         | 25 de setembro de 1981 | 15                | Los Angeles, CA          | Evento ao vivo  |                                                                                                |
| 3  | Perro Aguayo     | 2         | 10 de outubro de 1981  | 8                 | Los Angeles, CA          | Evento ao vivo  |                                                                                                |
| 4  | Chris Adams      | 1         | 18 de outubro de 1981  | 56                | Cidade do México, México | Evento ao vivo  |                                                                                                |
| 5  | Perro Aguayo     | 3         | 13 de dezembro de 1981 | 129               | Cidade do México, México | Evento ao vivo  |                                                                                                |
| 6  | Gran Hamada      | 1         | 21 de abril de 1982    | 130               | Tóquio, Japão            | Evento ao vivo  |                                                                                                |
| 7  | Perro Aguayo     | 4         | 29 de agosto de 1982   | 203               | Cidade do México, México | Evento ao vivo  |                                                                                                |
| 8  | Villano III      | 1         | 20 de março de 1983    | 140               | Cidade do México, México | Evento ao vivo  |                                                                                                |
| 9  | Perro Aguayo     | 5         | 7 de agosto de 1983    | 254               | Cidade do México, México | Evento ao vivo  |                                                                                                |
| 10 | Gran Hamada      | 2         | 17 de abril de 1984    | 33                | Tóquio, Japão            | Evento ao vivo  |                                                                                                |
| 11 | Villano III      | 2         | 20 de maio de 1984     | 826               | Cidade do México, México | Evento ao vivo  |                                                                                                |
| 12 | Fishman          | 2         | 24 de agosto de 1986   | 122               | Cidade do México, México | Evento ao vivo  |                                                                                                |
| 13 | Perro Aguayo     | 6         | 24 de dezembro de 1986 | 130               | Cidade do México, México | Evento ao vivo  |                                                                                                |
| —  | Vago             | 0         | 3 de maio de 1987      | 0                 | N/A                      | N/A             | A UWA forçou Aguayo a abandonar o título após controvérsia durante uma luta com Villano III.   |
| 14 | Villano III      | 3         | 17 de junho de 1987    | 109               | Cidade do México, México | Evento ao vivo  | Villano III derrotou Perro Aguayo em uma revanche pelo título.                                 |
| 15 | Rambo            | 1         | 4 de outubro de 1987   | 281               | Cidade do México, México | Evento ao vivo  |                                                                                                |
| 16 | Villano III      | 4         | 11 de julho de 1988    | 399               | Cidade do México, México | Evento ao vivo  |                                                                                                |
| 17 | Sangre Chicana   | 1         | 14 de agosto de 1989   | 62                | Cidade do México, México | Evento ao vivo  |                                                                                                |
| 18 | Perro Aguayo     | 7         | 15 de outubro de 1989  | 49                | Cidade do México, México | Evento ao vivo  |                                                                                                |
| 19 | Sangre Chicana   | 2         | 3 de dezembro de 1989  | 175               | Cidade do México, México | Evento ao vivo  |                                                                                                |
| 20 | Villano III      | 5         | 27 de maio de 1990     | 280               | Naucalpan, México        | Evento ao vivo  |                                                                                                |
| 21 | Pegasus Kid      | 1         | 3 de março de 1991     | 560               | Naucalpan, México        | Evento ao vivo  |                                                                                                |
| 22 | Villano III      | 6         | 13 de setembro de 1992 | 110               | Naucalpan, México        | Evento ao vivo  |                                                                                                |
| 23 | El Signo         | 1         | 1 de janeiro de 1993   | 563               | Nezahualcóyotl, México   | Evento ao vivo  |                                                                                                |
| 24 | Villano III      | 7         | 18 de julho de 1994    | 167               | Puebla, México           | Evento ao vivo  |                                                                                                |
| —  | Vago             | 0         | Janeiro de 1995        | 0                 | N/A                      | N/A             | Após Villano III ser contratado pela promoção PROMELL, ele foi forçado a deixar o título vago. |
| 25 | Aero Flash       | 1         | 16 de junho de 1995    | 282               | Nezahualcóyotl, México   | Evento ao vivo  | Aero Flash ganhou o título na final de um torneio.                                             |
| 26 | The Great Sasuke | 1         | 24 de março de 1996    | 90                | Shirakawa, Japão         | Evento ao vivo  |                                                                                                |
| 27 | El Samurai       | 1         | 22 de junho de 1996    | 43                | Naruko, Japão            | Evento ao vivo  |                                                                                                |
| 28 | The Great Sasuke | 2         | 4 de agosto de 1996    | 68                | Tóquio, Japão            | Evento ao vivo  | Título se tornou parte da J-Crown                                                              |
| 29 | Último Dragón    | 1         | 11 de outubro de 1996  | 85                | Osaka, Japão             | Evento ao vivo  |                                                                                                |
| 30 | Jushin Liger     | 1         | 4 de janeiro de 1997   | 183               | Tóquio Japão             | Wrestling World |                                                                                                |
| 31 | El Samurai       | 2         | 6 de julho de 1997     | 35                | Sapporo, Japão           | Evento ao vivo  |                                                                                                |
| 32 | Shinjiro Otani   | 1         | 10 de agosto de 1997   | 87                | Nagoia, Japão            | Evento ao vivo  | Otani foi o último lutador da UWA a ganhar o título antes dele ser devolvido à WWF.            |

### Reconhecidos pela WWF
| #  | Lutador        | Reinados | Data                    | Dias com o título | Local               | Evento                        | Notas |
| -- | -------------- | -------- | ----------------------- | ----------------- | ------------------- | ----------------------------- | --- |
| 33 | Taka Michinoku | 1        | 7 de dezembro de 1997   | 315               | Springfield, MA     | In Your House: D-Generation X | Michinoku derrotou Brian Christopher na final de um torneio. |
| 34 | Christian      | 1        | 18 de outubro de 1998   | 30                | Chicago, IL         | Judgment Day: In Your House   | |
| 35 | Gillberg       | 1        | 17 de novembro de 1998  | 453               | Columbus, OH        | Raw is War                    | O maior reinado na WWF. |
| 36 | Essa Rios      | 1        | 13 de fevereiro de 2000 | 29                | Austin, TX          | Sunday Night Heat             | |
| 37 | Dean Malenko   | 1        | 13 de março de 2000     | 35                | East Rutherford, NJ | Raw is War                    | |
| 38 | Scotty 2 Hotty | 1        | 17 de abril de 2000     | 10                | State College, PA   | Raw is War                    | |
| 39 | Dean Malenko   | 2        | 27 de abril de 2000     | 320               | Charlotte, NC       | SmackDown!                    | Foi exibida com atraso de gravação. |
| 40 | Crash Holly    | 1        | 13 de março de 2001     | 47                | Anaheim, CA         | Sunday Night Heat             | |
| 41 | Jerry Lynn     | 1        | 29 de abril de 2001     | 37                | Chicago, IL         | Sunday Night Heat             | |
| 42 | Jeff Hardy     | 1        | 5 de junho de 2001      | 20                | Grand Forks, ND     | SmackDown!                    | Foi exibido com atraso de gravação. |
| 43 | X-Pac          | 1        | 25 de junho de 2001     | 42                | Nova Iorque, NY     | Raw is War                    | |
| 44 | Tajiri         | 1        | 6 de agosto de 2001     | 13                | Anaheim, CA         | Raw is War                    | |
| 45 | X-Pac          | 2        | 19 de agosto de 2001    | 91                | São José, CA        | SummerSlam (2001)             | X-Pac foi o último campeão até o título ser substituído pelo WWF Cruiserweight Championship. Uma luta de unificação aconteceria no Survivor Series (2001), mas X-Pac se lesionou, cancelando a luta; o Light Heavyweight Championship se tornou inativo. |

## Lista de reinados combinados
| Posição | Lutador          | # de reinados | Dias combinados |
| ------- | ---------------- | ------------- | --------------- |
| 1.      | Villano III      | 7             | 2,031           |
| 2.      | Perro Aguayo     | 7             | 956             |
| 3.      | El Signo         | 1             | 563             |
| 4.      | The Pegasus Kid  | 1             | 560             |
| 5.      | Gillberg         | 1             | 453             |
| 6.      | Dean Malenko     | 2             | 355             |
| 7.      | Taka Michinoku   | 1             | 315             |
| 8.      | Aero Flash       | 1             | 282             |
| 9.      | Rambo            | 1             | 281             |
| 10.     | Sangre Chicana   | 2             | 237             |
| 11.     | Jushin Liger     | 1             | 183             |
| 12.     | Gran Hamada      | 2             | 163             |
| 13.     | The Great Sasuke | 2             | 158             |
| 14.     | Fishman          | 2             | 137             |
| 15      | X-Pac            | 2             | 133             |
| 16.     | Shinjiro Otani   | 1             | 87              |
| 17.     | Último Dragón    | 1             | 85              |
| 18.     | El Samurai       | 2             | 78              |
| 19.     | Chris Adams      | 1             | 56              |
| 20.     | Crash Holly      | 1             | 47              |
| 21.     | Jerry Lynn       | 1             | 37              |
| 22.     | Christian        | 1             | 30              |
| 23.     | Essa Rios        | 1             | 29              |
| 24.     | Jeff Hardy       | 1             | 20              |
| 25.     | Tajiri           | 1             | 13              |
| 26.     | Scotty 2 Hotty   | 1             | 10              |